# Naustdal

Wappen der Kommune Naustdal

Naustdal ist eine Ortschaft und eine ehemalige Kommune in der norwegischen Provinz Sogn og Fjordane (2020 Teil von Vestland geworden). Im Zuge der Kommunalreform in Norwegen wurden Naustdal, Førde, Gaular und Jølster zum 1. Januar 2020 zur neuen Gemeinde Sunnfjord zusammengelegt. Der Ort Naustdal hat 1064 Einwohner. 
Auf einer Fläche von 369 km² lebten 2793 Einwohner (Stand: 1. Januar 2019). Die Kommunennummer war 1433. Letzter Bürgermeister war Håkon Myrvang (Ap).

## Geografie
Die Kommune Naustdal grenzte im Norden an Gloppen, im Osten an Jølster, im Westen an die Stadtkommune Flora und im Südosten an die Stadtkommune Førde. Über den Fjord im Südwesten liegt Askvoll.

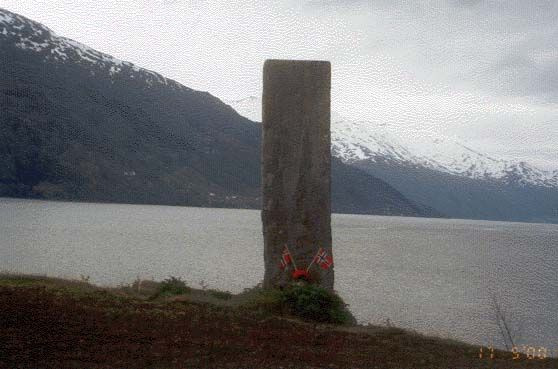
Bautastein von Naustdal

## Wirtschaft und Verkehr
Naustdal war hauptsächlich eine Landwirtschaftskommune, die vielleicht am meisten durch den Fluss Nausta mit seinen Lachsvorkommen bekannt ist.
Førde Airport, Bringeland ist der nächste regionale Flughafen, er liegt 27 Kilometer von Naustdal entfernt.

## Persönlichkeiten
- Eldrid Lunden (* 1940), Lyrikerin und Professorin
- Arild Stubhaug (* 1948), Autor und Mathematikhistoriker
- Stian Grimseth (* 1972), Gewichtheber
- Sigbjørn Gjelsvik (* 1974), Politiker
- Iselin Solheim (* 1990), Sängerin